# 메흐메트 6세
메흐메트 6세(오스만 튀르크어: محمد سادس, 튀르키예어: VI. Mehmet, 1861년 1월 14일 ~ 1926년 5월 16일)는 오스만 제국의 마지막 황제이다. 1918년 형인 메흐메트 5세의 제위를 승계했고 1922년에 폐위되었다.

## 개요
오스만 제국의 마지막 술탄이자 마지막 파디샤이자 제101대 수니파 칼리파.
셋째형이자 전대 파디샤인 메흐메트 5세가 '레샤트'라는 별명으로 더 많이 불렸듯이 본인도 '바히데틴(Vahîdeddin)'이라는 별명으로 불렸다.

## 생애
제1차 세계 대전 말기에 즉위했으며 1918년 10월 30일에 무드로스 휴전 조약으로 오스만 제국이 패전한 이후 세브르 조약으로 몰락한 뒤에도 계속 파디샤 자리에 있었다.
하지만 터키 독립전쟁 이후 공화국이 선포되면서 영국령 몰타로 망명하였고 1926년에 생을 마감하였다.
| 전임 메흐메트 5세 (1909 ~ 1918) | 오스만 제국의 황제 1918 ~ 1922 | 후임 폐지 |

| 전임 메흐메트 5세 (1909 ~ 1918) | 오스만 제국의 칼리파 1918 ~ 1922 | 후임 압뒬메지트 2세 (1922 ~ 1924) |